# محمد أوز
محمد أوز أو محمد جنكيز أوز (بالتركية: Mehmet Cengiz Öz) أو أوز (Öz)، (مواليد 11 يونيو، 1960) هو جراح قلب ومؤلف وشخصية تلفزيونية وناشر للعلم الزائف. أصاب شهرته الكبيرة في المجتمع الأمريكي والعالمي من ظهوره الأسبوعي على برنامج أوبرا وينفري Oprah Winfrey show.

## السيرة الذاتية
ولد دكتور أوز في كليفلاند بولاية أوهايو الأمريكية لأبوين تركيين. والده هو الدكتور مصطفى أوز. وهو متزوج من المؤلفة ومعلمة الريكي ليزا أوز ولهما أربعة أطفال.
وقال انه تلقى تعليمه في مدرسة تاور هيل في ويلمنجتون، ديلاوير. في عام 1982 حصل على درجة جامعية من جامعة هارفارد. وفي عام 1986 حصل على دكتوراه في الطب المشترك ودرجة ماجستير في إدارة الأعمال من مدرسة الطب جامعة بنسلفانيا ومدرسة وارتون.
اوز أستاذ جراحة القلب في جامعة كولومبيا. يدير مساعدة جهاز القلب والبرنامج هو مؤسس برنامج الطب التكميلي في نيويورك - مستشفى البرسبتاريان. تشمل اهتماماته البحثيه جراحة استبدال القلب، وجراحة القلب بالحد الادنى من الغازية، وسياسة الرعاية الصحية. له أكثر من 350 منشوراً أصلياً، وفصول الكتب، والملخصات، والكتب، وحصل على العديد من براءات الاختراع.
يخدم في المجلس الاستشاري لأمناءحركة وان فويس (صوت واحد)، وهي منظمة غير ربحية تسعى إلى تمكين المعتدلين الإسرائيليين والفلسطينيين إلى اتخاذ دور أكثر حزما في حل الصراع.
تأثر اوز بكثير من الناس، بمن فيهم أفكار العالم السويدي والفيلسوف، واللاهوتي، والمسيحي الصوفي إيمانويل سويندنبورغ (بالإنجليزية: Emanuel Swedenborg). وكتب في الآونة الأخيرة في مجلة الروحانيه والصحة: «ما أن دخلت حيز الاتصال مع العديد من الكتابات، بدأت افهم رؤى سويدنبرغ العميقة وكيف انها تطبق مباشرة في حياتي». وهو يذكرأفكار سويدنبرغ القائلة بأن الزواج يجب أن يستمر إلى الأبد، وأن لكل واحد غرض من وجوده في هذا العالم، والله محبة، وإجابات سويدنبرغ حول سؤال «لماذا تحدث اشياء سيئة في العالم؟».

## إدعاءات سوء معاملة الحيوانات في الأبحاث العلمية
رفعت جماعة حقوق الحيوان PETA شكوى ضد جامعة كولومبيا بدعوى القيام بإجراءات ضد حقوق الحيوان ، ووفق اتفاق التسوية المؤرخ 14 مايو 2004، وافقت الجامعة على دفع 2000 دولار غرامة مدنية لتسوية هذه الاتهامات والتي شملت القتل الرحيم للكلاب بحقن قلبية غير معتمدة قام بها دكتور أوز، بالإضافة إلى معدات وأقفاص غير نظيفة وخطيرة وصدئة وبدون خطة للأجراءات والفشل في الحفاظ على سجلات منظمة.
وادّعت المنظمة أيضاً أن أوز اندمج ضمن تجارب مؤلمة وغير ضرورية على الكلاب والتي خلفتهم مشلولين وفي ألم كبير لمدة تصل إلى 29 يوماً قبل أن يتم قتلهم بالقتل الرحيم. كما أدعت تطبيقات المنحة العلمية الناتجة عن ذلك إلى المعهد الوطني للصحة، قد تكون قد تم رفضها بسبب السجل الضعيف عن العناية بالحيوان في إطار ذلك.

## دكتور أوز مؤلفاً
اوز وهو مؤلف الكتاب الفائز بجائزة،(الشفاء من القلب) (Healing from the Heart) وكتابه الثالث، الذي كتبه بالاشتراك مع الدكتور مايكل رويزن (Dr. Michael Roizen)، وهو
YOU: The Owner’s Manual : An Insider’s Guide to the Body That Will Make You Healthier and Younger
الذي تم إصداره في مايو 2005 وكانت على قائمة صحيفة نيويورك تايمز لقائمة الكتب الأكثر رواجا ومبيعاً. واحدث مؤلفاته كتاب بعنوان: أنت: على حمية (YOU: On A Diet)، الذي كتبه أيضا بالاشتراك مع الدكتور رويزن.

## الترشح لمجلس الشيوخ الأمريكي في انتخابات 2022
في ديسمبر 2021 أعلن أوز أعلن اعتزامه الترشح لمقعد مجلس الشيوخ عن ولاية بنسلفانيا، وبذلك يكون أول مسلم يرشحه حزب كبير لمجلس الشيوخ. وحصل على ترشيح الحزب الجمهوري في يونيو 2022، بعدما تنازل خصمه عن منافسته في الانتخابات التمهيدية للحزب، بدعم من الرئيس السابق دونالد ترامب. لكنه خسر ضد خصمه الديمقراطي، جون فيترمان، في انتخابات التجديد النصفي، التي جرت في 8 نوفمبر من نفس العام.

## الكتب والمؤلفات
- YOU: Staying Young: The Owner's Manual for Extending Your Warranty, by Michael F. Roizen, Mehmet Oz, 2007, ISBN 0-7432-9256-1.
- YOU: On A Diet: The Owner's Manual for Waist Management, by Michael F. Roizen, Mehmet Oz, 2006, ISBN 0-7432-9254-5.
- YOU: The Smart Patient: AnInsider's Handbook for Getting the Best Treatment, by Michael F. Roizen, Mehmet Oz, 2006, ISBN 0-7432-9301-0.
- YOU: The Owner's Manual: An Insider's Guide to the Body that Will Make You Healthier and Younger, by Michael F. Roizen, Mehmet Oz, 2005, ISBN 0-06-076531-3.
- Complementary and Alternative Cardiovascular Medicine: Clinical Handbook, by Richard A. Stein (Editor), Mehmet, M.D. Oz (Editor), 2004, ISBN 1-58829-186-3.
- Healing from the Heart: A Leading Surgeon Combines Eastern and Western Traditions to Create the Medicine of the Future, by Mehmet Oz, Ron Arias, Dean Ornish, 1999, ISBN 0-452-27955-0.
- Minimally Invasive Cardiac Surgery, 2003
- Numerous editorials in Newsweek, O Magazine, Esquire Magazine, and The New England Journal of Medicine

## البرامج التليفزيونية
- رأي ثان مع دكتور أوز "Second Opinion with Dr Oz" على قناة صحة ديسكفري
- لايف لاين"Life Line" على قناة صحة ديسكفري
- ديلي راوندز"Daily Rounds" على قناة صحة ديسكفري
- حقيقة الغذاء"The Truth About Food" على قناة صحة ديسكفري
- لايف ترانسبلانت"Live Transplant" على قناة صحة ديسكفري
- ناشيونال بادي تشالنج"National Body Challenge" على قناة صحة ديسكفري
- يو أون دايت"You: On a Diet" على قناة صحة ديسكفري
- آسك دكتور أوز - إسأل دكتور أوز"Ask Dr. Oz" على أوبرا وينفري شو
- "Accent Health" على شبكات ترنر الخاصة—a health-themed نيوز ماجازين program designed for viewing in doctor's offices.
- دكتور أوز"Dr oz"على قناة mbc4
- برنامج دكتور اوز "Dr oz" علي قناة بي ان سيريز beINSERIES

## الإذاعة
انضم الدكتور أوز لبرنامج أوبرا وينفري باعتباره مساهما دائماً إلى إذاعة الساتالايت XM -
على مدار 24ساعة في اليوم 7 أيام في الأسبوع في برنامج أوبرا وأصدقائها يوم 25 سبتمبر 2006
| المحطة                                | ET      | PT     | البرنامج       | اليوم        |
| ------------------------------------- | ------- | ------ | -------------- | ------------ |
| قناة راديو الستالايت XM -- : قناة 156 | 7 صباحاً | 4 مساءً | دكتور مهمت أوز | كل يوم إذاعي |

## التكريم
- ذكر في قائمة أطباء العام «هيبوكراتس ماجازين»
- ذكر في قائمة هيلرز أوف ذا ميلينيام «مجلة هيلثي ماجازين»
- ذكر في قائمة أفضل أطباء العام«نيو يورك ماجازين»
- ذكر في «كاسيل كونولي جايد»
- منح لقب «جلوبال ليدر أوف تومورو» – وورلد إيكونوميك فورم 1999
- منح لقب " المواطن التركي – الأمريكي للعام 1996
- جائزة «كتب لأمريكا أفضل» (عن كتاب: هيلينج فروم ذا هارت – الشفاء من القلب) 1999
- منحة روبرت أي جروس للبحث " AATS 1994-1996
- جائزة البحث " الجمعية الأمريكية لعلاج وجراحة الليزر 1991
- جوائز بلاكمور للبحث «جامعة كولومبيا للأطباء والجراحين» 1988-1991
- جائزة إيمي للبرامج الحوارية النهارية - 2010

## روابط خارجية
- محمد أوز على موقع IMDb (الإنجليزية)
- محمد أوز على موقع الموسوعة البريطانية (الإنجليزية)
- محمد أوز على موقع إن إن دي بي (الإنجليزية)
- محمد أوز على موقع قاعدة بيانات الفيلم (الإنجليزية)
- محمد أوز على موقع كينوبويسك (الروسية)